# Trupanea reducta
Trupanea reducta är en tvåvingeart som först beskrevs av Friedrich Georg Hendel 1914.  Trupanea reducta ingår i släktet Trupanea och familjen borrflugor. Inga underarter finns listade i Catalogue of Life.